# Alampalayam
Alampalayam là một thị xã panchayat của quận Namakkal thuộc bang Tamil Nadu, Ấn Độ.

## Nhân khẩu
Theo điều tra dân số năm 2001 của Ấn Độ, Alampalayam có dân số 15.823 người. Phái nam chiếm 52% tổng số dân và phái nữ chiếm 48%. Alampalayam có tỷ lệ 62% biết đọc biết viết, cao hơn tỷ lệ trung bình toàn quốc là 59,5%: tỷ lệ cho phái nam là 70%, và tỷ lệ cho phái nữ là 53%. Tại Alampalayam, 11% dân số nhỏ hơn 6 tuổi.